# Tots som iguals
"Tots som iguals" (títol original en anglès "People Are Alike All Over") és el vint-i-cinquè episodi de la sèrie de televisió d’antologia La Dimensió Desconeguda. L'episodi és basat en "Brothers Beyond the Void" de Paul W. Fairman. Es va emetre originalment el 25 de març de 1960 a la cadena CBS. Ha estat doblat al català i emès per TV3.

## Narració d'obertura
| « | Estàs mirant una espècie d'animal fràgil de dues potes amb caps extremadament petits, que es diu Home. Warren Marcusson, trenta-cinc anys. Samuel A. Conrad, trenta-un anys. Estan agafant una carretera cap a l'espai, l'home es desencadena i envia els seus petits dits palpitants cap al desconegut. El seu destí és Mart, i d'aquí a un moment hi aterrarem amb ells. | » |

## Argument
Dos astronautes discuteixen una missió imminent a Mart. Un d'ells, Marcusson, és un pensador positiu que creu que la gent és igual a tot arreu, fins i tot al Planeta Roig. L'altre astronauta, Conrad, té una visió més cínica de la naturalesa interplanetària humana. Després que el seu coet aterri a Mart, l'impacte és tan greu que Marcusson està greument ferit. Sabent que s'està morint, Marcusson suplica en Conrad que obri la porta de la seva nau perquè almenys pugui veure allò pel qual ha donat la vida. En Conrad es nega, encara té por del que pot esperar fora, i Marcusson mor.
Ara sol, en Conrad escolta un so rítmic reverberant sobre el casc del vaixell. Esperant algun mal alienígena sense nom, la seva aprensió es converteix en alegria quan obre l'escotilla i veu marcians que realment semblen ser humans, tenen habilitats per llegir la ment i donen la impressió de ser el més amable, especialment la bella Teenya, que el dona la benvinguda i el tranquil·litza. Els locals hospitalaris porten el seu convidat d'honor a la seva residència: un espai de vida interior moblat precisament de la mateixa manera que ho hauria estat a la Terra (concretament, un espai de vida a l'Amèrica de classe mitjana). Els locals marxen i en Conrad li pregunta si tornarà a veure la Teenya. Ella no respon, però un altre local assegura en Conrad que la tornarà a veure.
En Conrad es relaxa, però aviat descobreix que la seva habitació no té finestres i que les portes no es poden obrir. Una de les parets es llisca i en Conrad s'adona que s'ha convertit en una exposició engabiada en un zoo alienígena marcià. En Conrad agafa un cartell que diu CRIATURA DE LA TERRA AL SEU HÀBITAT NATIU i el llença a terra mentre la Teenya se'n va distreta.
A les línies de tancament de l'episodi, Conrad agafa les barres i proclama: "Marcusson! Marcusson, teníeu raó! Teníeu raó. La gent 'són igual... la gent és igual a tot arreu".

## Narració de cloenda
| « | Espècie d'animal recuperat amb vida. Interessant semblança en les característiques físiques amb els éssers humans en cap, tronc, braços, cames, mans, peus. Cervell molt petit sense desenvolupar. Prové d'un planeta primitiu anomenat Terra. Es diu a si mateix Samuel Conrad. I es quedarà aquí a la seva gàbia amb l'aigua corrent i l'electricitat i la calefacció central mentre visqui. Samuel Conrad va trobar la Dimensió Desconeguda. | » |

## Repartiment
- Roddy McDowall com a Sam Conrad
- Susan Oliver com a Teenya
- Paul Comi com a Warren Marcusson
- Byron Morrow com a primer marcià
- Vic Perrin com a segon marcipa
- Vernon Gray com a tercer marcià